# Pseudemys concinna
La testuggine cooter di fiume (Pseudemys concinna (Le Conte, 1830)) è una testuggine della famiglia degli emididi.

## Distribuzione
La Pseudemys concinna è diffusa in gran parte Virginia, nord della Florida, Texas orientale e Illinois meridionale

## Habitat
Occupa un'ampia varietà di habitat umidi e fangosi: zone acquitrinose, paludi, boschi allagati, corsi d'acqua con deboli correnti, pozze fangose, stagni ricchi di vegetazione sommersa e piante galleggianti.

## Dimensioni massime
Grandi; circa 32-35 cm. Alcuni grossi esemplari raggiungono anche i 38 cm.

## Caratteristiche comportamentali
Animale strettamente acquatico, passa le ore meno calde della giornata su di un sasso, un tronco emerso o sulle rive per ricevere i benefici dei raggi solari (basking) e regolare la propria temperatura corporea, nelle ore centrali della giornata quando le temperature sotto il sole sono elevate preferisce rimanere in acqua.

## Mantenimento in cattività
Sono testuggini che riescono ad adattarsi molto bene ai nostri climi e se correttamente stabulate è possibile allevarle all'aperto tutto l'anno, in un laghetto profondo almeno 1 m con circa 30 cm di fondo fangoso o sabbioso, con argini non troppo ripidi e tronchi che emergono dall'acqua per permettere agevolmente il basking. È possibile inserire piante acquatiche per ricreare un ambiente ottimale. L'invaso deve essere costruito in un punto soleggiato ma con zone d'ombra. Per evitare eventuali fughe è bene che il laghetto sia recintato per almeno 50 cm o più in altezza e ulteriori 30 cm sotto terra. Per il primo anno è consigliato l'allevamento in acquaterrario. Acqua alta con appigli o delle zone di sosta meno profonde. Temperature dell'acqua tra i 23 e i 25 °C. Area emersa costituita da sassi non taglienti o tronchi e una superficie estesa pari almeno al 30% della superficie acquatica. L'area emersa deve essere dotata di un neon UVB posto a massimo 30 cm senza nulla interposto e di una lampadina tipo spot in grado di riscaldarne un punto innalzando la temperatura fino a 30-31 °C necessari alla loro termoregolazione.

## Alimentazione
È una specie onnivora, da adulta con abitudini erbivore. Può essere somministrato pesce d'acqua dolce (alborelle, trota, ecc.), insetti (grilli, lombrichi, cavallette, camole della farina), girini, piccoli invertebrati (chiocciole con guscio molto ricco di calcio) e cibi vegetali (tarassaco, cicoria selvatica, rucola, radicchio, lenticchie acquatiche, piante acquatiche di ogni tipo, ecc.). La parte vegetale può costituire un buon 20% della dieta dei giovani fino ad arrivare a 70% o più negli adulti. Si consiglia di somministrare con parsimonia frutta e carni bianche e rosse. Ogni tanto possono essere somministrati cibi in pellet di ottima marca ma senza abusarne. È buona norma lasciare sempre a disposizione un osso di seppia per fornire il calcio necessario. È necessario che la dieta sia estremamente varia per non incorrere a carenze di qualsiasi tipo.

## Riproduzione
La maturazione sessuale avviene dopo il 4º anno. Fino a 4-5 deposizioni annue di 9-12 uova ciascuna.

## Letargo
Si alle nostre temperature: dai primi di novembre a metà marzo, nel fondale fangoso. Sconsigliato ai giovani esemplari e a quelli debilitati o in via di guarigione.

## Status giuridico
Pseudemys concinna non è in CITES, quindi è di libera vendita.